# Oblast Twer
Koordinaten: 57° 18′ N, 34° 51′ O
Die Oblast Twer (russisch Тверская область/Twerskaja oblast) ist eine Oblast im Nordwesten der Region Zentralrussland. Sie wurde am 29. Januar 1935 gebildet und bis 1990 zu Ehren des gleichnamigen sowjetischen Politikers als Oblast Kalinin bezeichnet.
Die Oblast liegt in der Osteuropäischen Ebene und umfasst auch die Waldaihöhen. Zahlreiche Seen, darunter der Seligersee (russisch озеро Селиге́р/osero Seliger), liegen in ihrem Gebiet, auch der Oberlauf der Wolga. Nahezu 50 % der Fläche sind bewaldet.
Zahlreiche Verkehrsadern durchqueren die Oblast, darunter die Verbindung Moskau–Sankt Petersburg sowie die Verbindung Moskau–Riga.

## Geschichte
Die günstige geographische Lage machte das Fürstentum Twer noch zu Zeiten des Kiewer Rus zu einer einflussreichen Handelsregion. Nach der Entstehung Sankt Petersburgs spielte das Gebiet eine wichtige Rolle als Zwischenstopp auf dem Weg von der einen Hauptstadt in die andere.
Die Oblast Kalinin wurde im Rahmen der RSFSR am 29. Januar 1935 aus Teilen der Oblaste Moskau, West und Leningrad gebildet. Im August 1944 wurde ein größeres Gebiet im Westen zur Bildung der nur bis 1957 bestehenden Oblast Welikije Luki abgetrennt.

## Bevölkerung
Bei den letzten Volkszählungen in den Jahren 2002 und 2010 gab es eine Bevölkerungszahl von 1.471.459 respektive 1.353.392 Bewohnern. Somit sank die Einwohnerzahl in diesen acht Jahren um 118.067 (−8,02 %). In Städten wohnten 2010 1.011.406 Menschen. Dies entspricht 74,73 % der Bevölkerung (in Russland 73 %). Bis zum 1. Januar 2014 sank die Einwohnerzahl weiter auf 1.325.249. Die Verteilung der verschiedenen Volksgruppen sah folgendermaßen aus:
| Nationalität    | VZ 1989   | Prozent | VZ 2002   | Prozent | VZ 2010   | Prozent |
| --------------- | --------- | ------- | --------- | ------- | --------- | ------- |
| Russen          | 1.555.050 | 93,50   | 1.361.006 | 92,49   | 1.172.007 | 86,60   |
| Ukrainer        | 28.941    | 1,74    | 22.563    | 1,53    | 15.707    | 1,16    |
| Armenier        | 1.959     | 0,12    | 7.331     | 0,49    | 8.222     | 0,61    |
| Karelier        | 23.169    | 1,39    | 14.633    | 0,99    | 7.394     | 0,55    |
| Tataren         | 6.256     | 0,38    | 6.717     | 0,46    | 5.859     | 0,43    |
| Weißrussen      | 10.920    | 0,66    | 8.581     | 0,58    | 5.673     | 0,41    |
| Aserbaidschaner | 2.123     | 0,13    | 4.607     | 0,31    | 5.384     | 0,40    |
| Zigane          | 4.330     | 0,26    | 4.553     | 0,31    | 4.666     | 0,34    |
| Usbeken         | 1.446     | 0,09    | 976       | 0,07    | 3.279     | 0,24    |
| Tadschiken      | 496       | 0,03    | 1.175     | 0,08    | 3.177     | 0,23    |
| Tschuwaschen    | 4.206     | 0,25    | 3.057     | 0,21    | 2.454     | 0,18    |
| Moldawier       | 2.496     | 0,15    | 1.772     | 0,12    | 1.914     | 0,14    |
| Tschetschenen   | 1.785     | 0,11    | 2.724     | 0,19    | 1.867     | 0,14    |
| Deutsche        | 1.248     | 0,08    | 1.766     | 0,12    | 1.289     | 0,10    |
| Einwohner       | 1.663.122 | 100,00  | 1.471.459 | 100,00  | 1.353.392 | 100,00  |

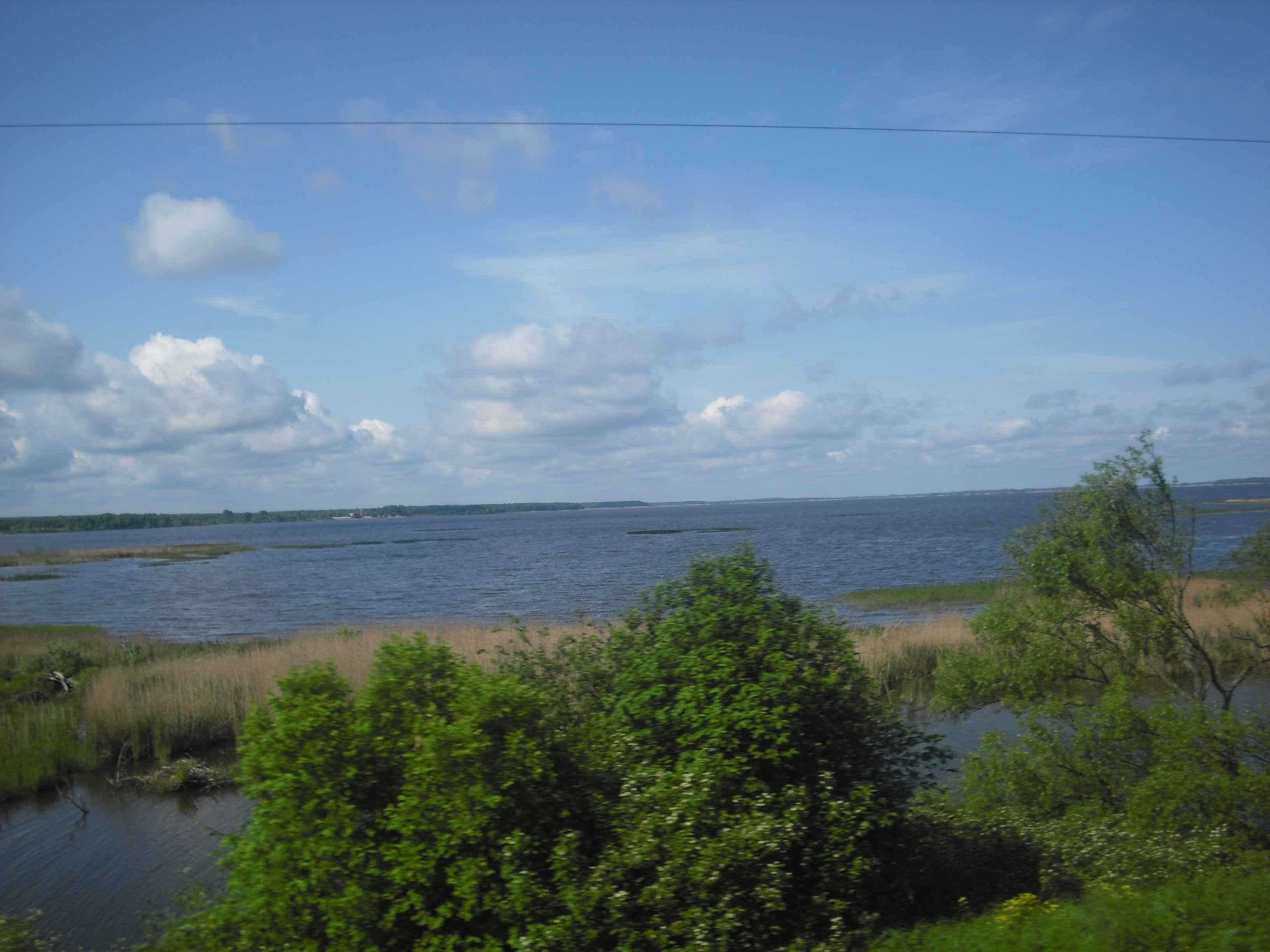
Iwankowoer Stausee in der Oblast Twer

Anmerkung: die Anteile beziehen sich auf Gesamtzahl der Einwohner. Also mitsamt dem Personenkreis, der keine Angaben zu seiner ethnischen Zugehörigkeit gemacht hat (2002 13.951 resp. 2010 99.260 Personen)
Die Bevölkerung des Gebiets besteht zu rund 90 % aus Russen. Die Karelier sind die einzige bedeutende ethnische Minderheit in der Oblast Twer. Ihre Zahl sinkt allerdings rasch durch Anpassung an die russische Mehrheit (1926: 140.567; 1959: 59.120; 1970:38.064; 1979: 30.387). Weitere seit der Frühzeit der Sowjetunion dort siedelnden größere Volksgruppen sind die Ukrainer, Juden (1959: 3863; 2010: 584 Personen), Weißrussen und Tataren. Deren Zahlen sinken allerdings stark. Aus dem Nordkaukasus, Transkaukasus und Zentralasien dagegen sind seit dem Ende des Zweiten Weltkriegs Tausende Menschen zugewandert. Nebst den oben aufgeführten Nationalitäten auch viele Georgier (1959: 319; 2010: 1267), Lesgier (1959: 0; 2010: 1077 Personen) und Kirgisen (1959: 0; 2010: 1036).

## Verwaltungsgliederung und Städte
Die Oblast ist in 7 Stadtkreise und 36 Rajons unterteilt. Die Stadtkreise werden von den fünf größten Städten sowie zwei „Geschlossenen Siedlungen“ (SATO) gebildet (Osjorny und Solnetschny).
Die wichtigsten Städte neben dem Verwaltungszentrum der Oblast und einzigen Großstadt Twer sind Rschew und Wyschni Wolotschok. Insgesamt gibt es in der Oblast 23 Städte und 28 Siedlungen städtischen Typs.
| Name               | Russisch       | Einwohner (14. Oktober 2010) |
| ------------------ | -------------- | ---------------------------- |
| Twer               | Тверь          | 403.606                      |
| Rschew             | Ржев           | 61.982                       |
| Wyschni Wolotschok | Вышний Волочёк | 52.370                       |
| Kimry              | Кимры          | 49.628                       |
| Torschok           | Торжок         | 47.644                       |
| Konakowo           | Конаково       | 41.291                       |

## Politik
Gouverneur der Oblast war seit Dezember 2003 Dmitri Selenin. Im Juni 2011 wurde er vorzeitig entlassen. Zu seinem kommissarischen Nachfolger wurde Andrei Scheweljow ernannt. Seit 2016 ist Igor Rudenja der amtierende Gouverneur der Oblast Twer.

## Wirtschaft
Zu den wichtigsten Wirtschaftszweigen gehörte die Textilindustrie. Auch der Torfabbau spielte eine Rolle. Heute ist die Region vor allem in den Sektoren Landwirtschaft und Metallverarbeitung aktiv. Als eines der größten Unternehmen gilt das Waggonbauwerk Twer, wo Züge für Moskau und andere Gebiete hergestellt werden.
Auch Energiegewinnung spielt im Gebiet eine große Rolle. In der Stadt Konakowo gibt es ein Wasserkraftwerk, das nicht nur Twer, sondern teilweise auch Moskau mit Strom versorgt. Ein weiterer traditioneller Produktionszweig ist die Chemieindustrie.